# Le Festin d'Hérode (Donatello, Lille)
Pour les articles homonymes, voir Festin d'Hérode.
Le Festin d'Hérode (ou Salomé) est une œuvre de Donatello conservée au palais des Beaux-Arts de Lille. Il s'agit d'un bas-relief en marbre blanc de Carrare de forme rectangulaire de 50 × 71,3 cm réalisé vers 1435 selon une technique nouvelle, inventée par Donatello, le relievo schiacciato (relief écrasé ou adouci).

## Histoire
Donatello est le premier à appliquer, entre 1425 et 1427, des règles de perspective rigoureuses à un  bas-relief en bronze représentant, déjà, Le Festin d’Hérode, réalisé pour le baptistère de la cathédrale de Sienne. À cet égard, le bas-relief conservé par le musée de Lille applique les principes définis par Leon Battista Alberti dans son ouvrage intitulé De pictura écrit à Florence en 1435, ce qui conduit à le dater de la même époque. Il figurait dans l’inventaire des biens de Laurent de Médicis établi à sa mort en 1492. Il était alors placé au premier étage du palais Medici, dans l'antichambre qui séparait la chambre de Laurent de Médicis de son bureau. On perd ensuite la trace de la sculpture, acquise par Jean-Baptiste Wicar au début du XIXe siècle avant qu'il ne la lègue à la Société des sciences, de l'agriculture et des arts de Lille en 1834.

## Description
Le thème du festin d'Hérode est tiré des Évangiles. Il s'agit du banquet au cours duquel le roi Hérode, séduit par la danse de Salomé, accepte de lui livrer la tête de Jean-Baptiste. L’œuvre présente, en un même tableau, deux épisodes de l’histoire : la danse de Salomé et la présentation de la tête du saint à Hérode. 
Le premier est placé au centre : Salomé, en tenue antique, exécute la danse des sept voiles pour charmer Hérode et obtenir de lui le cadeau de son choix. À sa droite, le bourreau, portant épée et bouclier, la regarde danser. 
Le second se déroule à gauche : un serviteur agenouillé présente la tête tranchée de Jean-Baptiste à Hérode tandis que Salomé, représentée une deuxième fois, se détourne dans un geste de répulsion. Les invités qui entourent Hérode expriment horreur et consternation, comme celui qui se couvre les yeux.

## Analyse
Une dizaine de plans successifs, sur une épaisseur de un centimètre, donne vie et réalisme à la scène. Au fond, on aperçoit les barreaux de la prison où Jean-Baptiste a été enfermé, puis la danse de Salomé, à l’arrière-plan et au centre, suivie de la présentation de la tête de saint Jean-Baptiste au plan médian et, au premier plan, de nouveau Salomé qui détourne la vue de l'horreur qu’elle a provoquée.